# Contea di Goochland
La contea di Goochland (in inglese Goochland County ) è una contea dello Stato della Virginia, negli Stati Uniti. La popolazione al censimento del 2000 era di 16 863 abitanti. Il capoluogo di contea è Goochland.